# Суджук

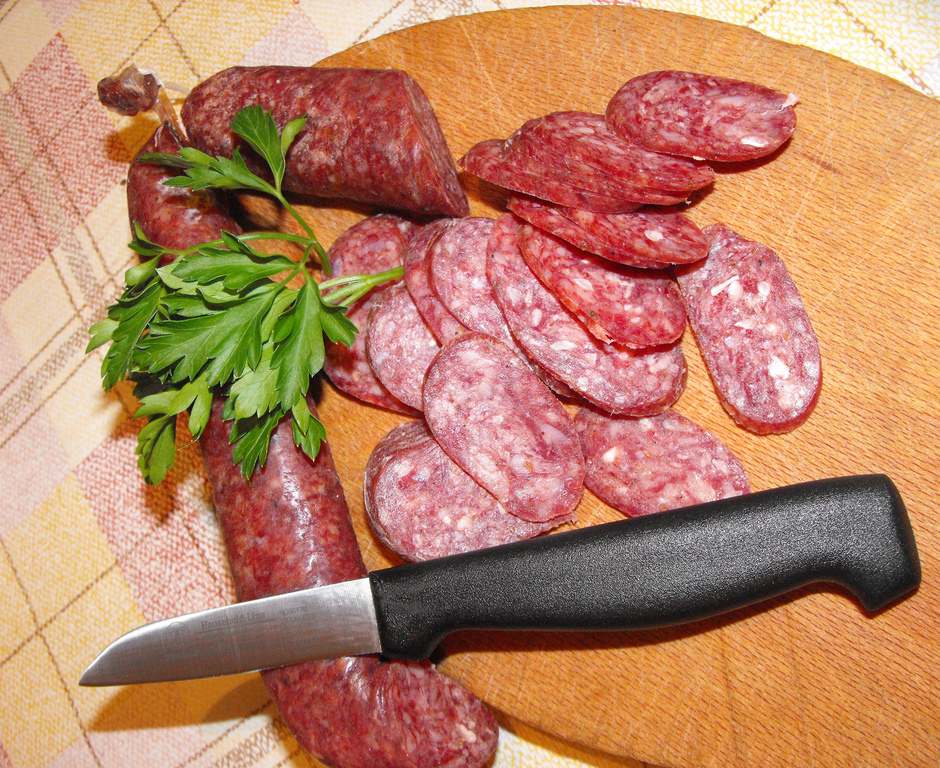
Болгарський суджу́к

Шужу́к або чужу́к (каз. шұжық), чучу́к (кирг. чучук), суджу́к (тур. sucuk), — один із традиційних видів ковбаси в тюркських народів. У період Османської імперії ця страва також здобула популярність в арабів (араб. سجق), греків (грец. σουτζούκι), вірмен (вірм. սուջուխ), болгар (болг. суджук), сербів, хорватів, боснійців та македонців (сербохорв. sudžuk, cyџук) і кримських татар (крим. sucuq), внаслідок чого й стала популярною назвою серед сортів ковбас в Україні.

## Приготування
Попередньо посолені філейні шматки м'яса та жиру вкладають у кишки, підсушують, в'ялять, коптять. У Казахстані і Киргизії при виготовленні шужука (чучука) використовується переважно конина. Вважається дешевшою ковбасою, ніж кази-карта, бо використовуються дешевші частини туші коня, ніж у кази. В інших народів замість конини може використовуватися й інше м'ясо.

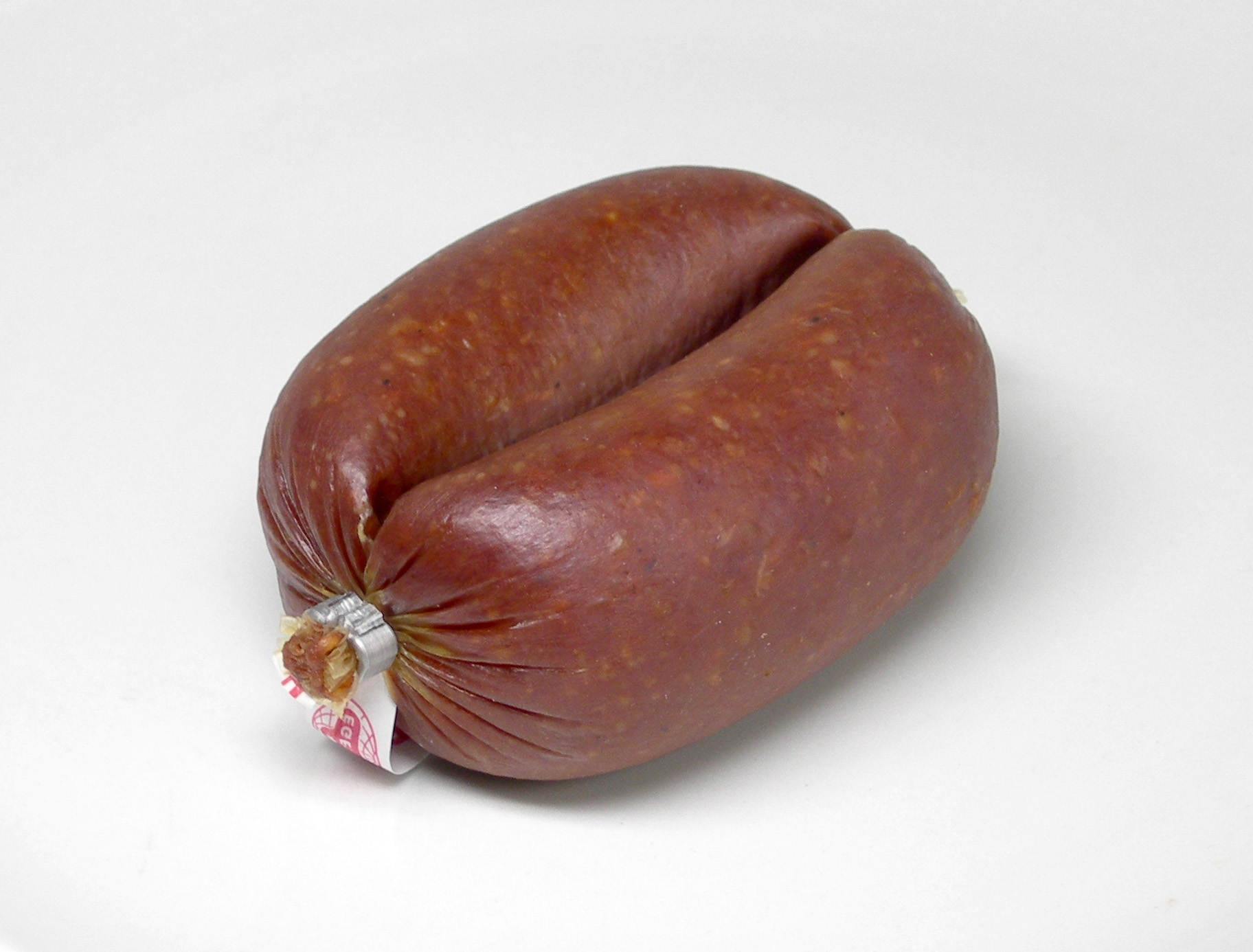
Турецький «суджук» з яловичини з бараниною, часником, кмином і перцем

У казахському варіанті виготовлення шужика використовується теляча кишка, яловича печінка, баранячий курдючний жир і варений рис.